# Super Chief

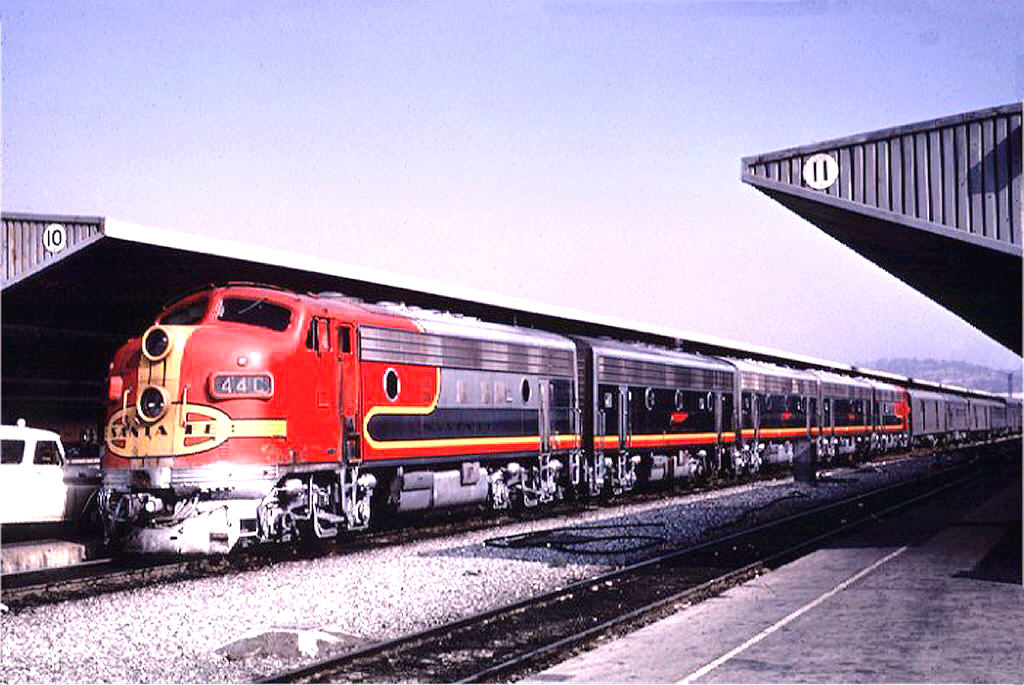
A combinação Super Chief / El Capitan, conduzida pela locomotiva #44C (uma EMD F7) sendo puxada na Union Station de Los Angeles, em 24 de setembro de 1966.

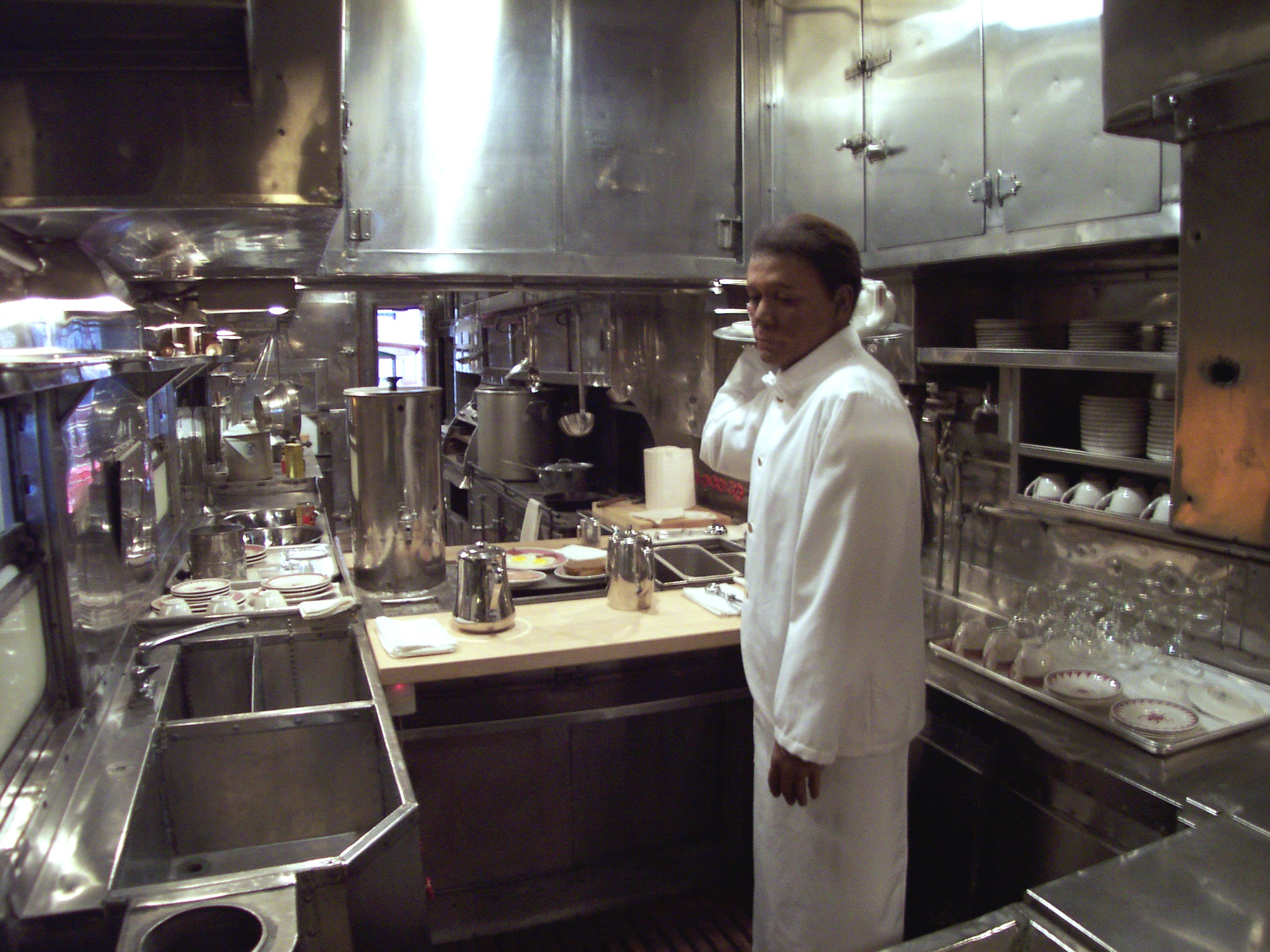
A copa a bordo do carro de jantar nº 1474, o Cochiti. Cerca de um milhão de refeições foram servidas no carro, que permaneceu em serviço até o final da década de 1960.

O Super Chief foi um importante trem de passageiros estadunidense e o carro-chefe da Atchison, Topeka and Santa Fe Railway. Ele foi muitas vezes apresentado como "O Trem das Estrelas" devido as inúmeras celebridades que viajaram nessa composição, que perfazia a linha entre Chicago e Los Angeles.
O Super Chief (havia dois trens, nº 17 & 18) foi o primeiro trem movido a diesel com carro-leito da América. O Super Chief-1 teve estreou partindo da Estação Dearborn, em Chicago, no dia 12 de maio de 1936. Um ano mais tarde, em 18 de maio de 1937, o aperfeiçoado Super Chief-2 percorreu os 3.584,5 quilômetros até Los Angeles em 39 horas e 49 minutos (uma média de 98 km/h).
A sua importância é notável, pois estabeleceu um novo padrão para viagens ferroviárias de luxo na América.
Os concorrentes diretos do Super Chief durante o tempo em que operou foram City of Los Angeles, um trem de passageiros operado em conjunto pela Chicago and North Western Railway e a Union Pacific Railroad, e (para menores extensões) o Golden State, outro trem de passageiros operado em conjunto pela Chicago, Rock Island & Pacific Railroad e Southern Pacific Railroad. A rota da Santa Fe de Chicago à Los Angeles foi a mais comprida de alta-velocidade. O lendário trem com seu alto nível de serviço foi mantido até o fim das operações de passageiros da Santa Fe, em 1 de maio de 1971.